# Princesa Pingyang
La Princesa Pingyang (平阳公主; pinyin: Píngyáng Gōngzhǔ), formalment princesa Zhao de Pingyang (xinès, anys 590-623) fou la filla de Li Yuan (posteriorment entronitzat com a emperador Gaozu), l'emperador fundador de la dinastia Tang. Ella el va ajudar a prendre el poder i, finalment, a fer-se càrrec del tron de la dinastia Sui organitzant un "Exèrcit de la Dama" (xinès: 娘子軍), comandat per ella mateixa, en la seva campanya per capturar la capital Sui, Chang'an. A la seva manera, va ser la primera general de la dinastia Tang.
No s'ha de confondre amb una altra princesa Pingyang de la dinastia Han occidental.

## Participació en la fundació de la dinastia Tang
L'any 617, Li Yuan, aleshores el general a càrrec de Taiyuan planejava rebel·lar-se contra l'emperador Yang de Sui, per qui havia estat empresonat abans. Va enviar missatgers a la seva filla i al seu gendre gendre Chai Shao, després a la capital de Sui, Chang'an, convocant-los de tornada a Taiyuan. A Chai li preocupava que no poguessin escapar junts amb facilitat, i quan la va consultar, ella li va dir que se n'anés i que ella, com a dona, es podria amagar amb més facilitat. Per tant, es va dirigir en secret a Taiyuan i, després de conèixer per primera vegada Li Jiancheng i Li Yuanji, a qui Li Yuan recordava de Hedong (xinès 河東,), va informar a Taiyuan.
Inicialment, Pingyang es va amagar, però després va distribuir la seva riquesa entre diversos centenars d'homes, rebent així la seva lleialtat i iniciant un aixecament per donar suport a Li Yuan. Va enviar el seu servent Ma Sanbao (馬三寶) per persuadir el líder rebel agrari He Panren (何潘仁) perquè s'unís a ella i, després, també va persuadir als líders rebels Li Zhongwen (李仲文), Xiang Shanzhi (向善志) i Qiu Shili (丘師利) per unir-se a la seva causa. Va atacar i va capturar algunes de les ciutats properes, reunint un total de 70.000 homes.
A finals del 617, Li Yuan va creuar el riu Groc cap a la regió de Chang'an, i va enviar a Chai Shao a trobar-se amb ella. Després es van unir a Li Shimin, comandant una ala de l'exèrcit de Li Yuan. Chai i ella van establir quarters generals separats com a generals en cap i el seu exèrcit es va fer conegut com l'"Exèrcit de la Dama". L'any 618, Li Yuan va fer que el net de l'emperador Yang, Yang You,li cedís el tron, establint la dinastia Tang com a emperador Gaozu. La va nomenar princesa Pingyang i, com que va contribuir en gran manera a la seva victòria, la va honrar per sobre les seves altres 18 filles.

## Mort
No es va registrar que la princesa Pingyang hagués estat involucrada en cap altra batalla després de la captura de Chang'an pel seu pare. Quan va morir l'any 623, l'emperador Gaozu va ordenar que se li fes un gran funeral militar, digne d'un alt general. Quan els funcionaris del Ministeri de Ritus es van oposar a la presència d'una banda, afirmant que els funerals de les dones no havien de tenir bandes, va respondre: "Com sabeu, la princesa va reunir un exèrcit que ens va ajudar a enderrocar la dinastia Sui. Va participar en moltes batalles i la seva ajuda va ser decisiva per fundar la dinastia Tang... No era una dona comú."